# Довжоцький ботанічний заказник
Довжо́цький заказник — ботанічний заказник загальнодержавного значення в Україні. Розташований поблизу села Веселівка Кременецького району Тернопільської області, у кв. 51, 42, 45 вид. 9, 1, 2 Білокриницького лісництва Кременецького держлісгоспу, в лісовому урочищі «Антонівці-Свинодебри».

## Опис
Площа 151 га. Створено відповідно до постанови РМ УРСР від 16 грудня 1982 № 617. Перебуває у віданні «Тернопільліс».
Під охороною — територія лісових насаджень природного походження з ділянками дубово-грабово-ясенних лісів віком 85—105 р. із домішками берези бородавчастої, черешні лісової, сосни звичайної, ялини європейської. У трав'яному покриві переважають яглиця звичайна, копитняк європейський, фіалка запашна, медунка темна.
Особливо цінні цибуля ведмежа, астранція велика, коручка чемерникоподібна, гніздівка звичайна та інші види, занесені до Червоної книги України, а також арум Бессера, зубниця бульбиста, клопогін смердючий — рідкісні й такі, що перебувають на межі зникнення, види рослин на території області.
Довжоцький заказник входить до складу Національного природного парку «Кременецькі гори».